# 1198
| 1198               |
| ------------------ |
| Dødsfald - Fødsler |
|                    |

| Gregoriansk kalender | 1198 MCXCVIII           |
| Ab urbe condita      | 1951                    |
| Armensk kalender     | 647 ԹՎ ՈԽԷ              |
| Kinesiske kalender   | 3894 – 3895 丁巳 – 戊午 |
| Etiopisk kalender    | 1190 – 1191             |
| Jødisk kalender      | 4958 – 4959             |
| Hindukalendere       |                         |
| - Vikram Samvat      | 1253 – 1254             |
| - Shaka Samvat       | 1120 – 1121             |
| - Kali Yuga          | 4299 – 4300             |
| Iransk kalender      | 576 – 577               |
| Islamisk kalender    | 594 – 595               |

Konge i Danmark: Knud 6. 1182-1202
Se også 1198 (tal)

## Begivenheder
- 8. januar – Lotario de Conti bliver Pave Innocens 3. og genskaber pavestolens magt i Rom.

## Dødsfald
- 5. maj – Sofia af Minsk – dansk dronning (født ca. 1140).